# Hamolidia bimaculata
Hamolidia bimaculata är en insektsart som beskrevs av Nielson 1982. Hamolidia bimaculata ingår i släktet Hamolidia och familjen dvärgstritar. Inga underarter finns listade i Catalogue of Life.